# Flugunfall einer Boeing 707 der VARIG bei Rio de Janeiro 1973
Der Flugunfall einer Boeing 707 der VARIG bei Rio de Janeiro ereignete sich am 9. Juni 1973, als eine Frachtmaschine des Typs Boeing 707-327C der VARIG auf einem Frachtflug vom Flughafen Viracopos zum Flughafen Rio de Janeiro-Galeão wegen eines Pilotenfehler vor der Landebahn ins Gelände geflogen wurde. Bei dem Unfall kamen zwei Menschen ums Leben.

## Flugzeug
Das auf dem Flug eingesetzte Flugzeug war eine Boeing 707-327C. Es handelte sich um die 502. je gebaute Boeing 707 mit der Seriennummer 19106. Die Maschine war am 18. Juni 1966 an ihren Erstbesitzer Braniff International Airways ausgeliefert worden und ging am 24. November 1971 an die VARIG. Die Maschine trug das Luftfahrzeugkennzeichen PP-VLJ. Das vierstrahlige Langstrecken-Schmalrumpfflugzeug war mit vier Triebwerken des Typs Pratt & Whitney JT3D-3B ausgestattet.
Es war eine vierköpfige Besatzung an Bord, bestehend aus Kapitän, Erstem Offizier, Zweitem Offizier und Flugingenieur. Mehrere Besatzungsmitglieder waren sehr erfahren. So arbeitete der 52-jährige Kapitän seit 25 Jahren als Pilot bei der VARIG, der 53-jährige Zweite Offizier seit 20 Jahren.

## Unfallhergang
Die mit 22 Tonnen Fracht beladene Maschine führte um 6:05 Uhr Ortszeit bei dichtem Nebel einen Instrumentenanflug auf Bahn 14 aus. Der Luftbremsenhebel stand auf 45 Grad. Die rumpfseitigen Störklappen waren eingefahren, als einer der Piloten bemerkte, dass die Abdeckung für den Knopf zum Ausfahren der Störklappen entgegen den Vorschriften geöffnet war. Beim Versuch, sie zu schließen, wurde versehentlich der Knopf betätigt und die Klappen ausgefahren. Die Maschine ging aus ihrer Flughöhe von 70 Metern in einen steilen Sinkflug über, aus dem sie sich nicht mehr abfangen ließ. Die Maschine streifte die Anflugbefeuerung des Flughafens Rio de Janeiro-Galeão, schlug hart auf dem Boden auf und rutschte hinter der Landebahn ins Meer.
Der Kapitän und der Zweite Offizier kamen ums Leben. Der Erste Offizier und der Flugingenieur schwammen aus dem Wrack und wurden von Fischern aus dem Wasser gezogen.